# 하북사건
하북사건(河北事件)은 1935년 5월 중국과 일본의 관계에 영향을 준 두 사건으로, 화북사변(華北事變) 혹은 화북분리공작(華北分離工作)의 일부이다. 하나는 천진일본조계지역 신문사인 『국권보(國權報)』의 사장 호은부(胡恩溥)와 『진보(振報)』 사장 백유환(白逾桓)이 잇달아 피살된 사건이다. 다른 한 사건은 만주국(滿洲國)이 경내 손영근(孫永勤)의 친공(親共) 세력을 토벌한 것을 말한다. 본 조항은 신문사 사장 피살 사건을 다룬다.

## 개요
1935년 5월 2일과 3일, 국권보 사장 호은부와 진보 사장 백유환이 차례로 암살되었다. 호은부와 백유환은 저명한 친일파였다. 일본 지나주둔군(支那駐屯軍) 참모장(參謀長) 사카이 다카시(酒井隆)와 주화사관무관(駐華使館武官) 다카하시 탄(高橋坦)은 국민당군위회화북분회대리위원장(國民黨軍委會華北分會代理委員長) 하응흠(何應欽)과 만나, 이 사건은 '중국이 외세를 배척하는 행동으로, 만약 중국정부가 적극 개선하지 않는다면 일본측은 자위 행동에 나설 것이다(係中國排外之舉動, 若中國政府不加以注意改善, 則日方將采取自衛行動)'라고 하였다. 이후 지나주둔군 천진부대(天津部隊)가 하북성정부(河北省政府) 정문 앞에서 무장 시위와 시가전 연습을 하였다. 당시 하북성주석(河北省主席)은 우학충(于學忠)이었고 천진시장(天津市長)은 장정악(張廷諤)이었다.
5월 31일, 중화민국국민정부(中華民國國民政府)는 하응흠에게 담판을 내리라는 전령을 보냈다. 6월 4일, 하응흠과 지나주둔군사령관 우메즈 요시지로(梅津美治郎)는 담판을 내렸다. 6월 11일, 우메즈는 화북문제에 대해 비망록을 제출하였고, 7월 6일 하응흠은 일본측 요구를 전부 승인한다고 답신, 하매협정(何梅協定) 혹은 하응흠•우메즈협정을 맺었다. 협의 규정에 의하면, 국민혁명군(國民革命军)은 하북(河北)에거 철수하고, 국민당부(國民黨部)도 하북성을 철수해 나가며, 하북성 내 일체 반일 활동을 금지하는 것이었다. 하매협정과 6월 27일 체결된 진토협정(秦土協定) 혹은 진흠순•도이하라협정은 일본에게 하북과 차하르성(察哈爾省)의 통제권을 장악하게 하였다.
호은부와 백유환의 암살사건 진상은 지금도 결론이 명확하지 않다. 하타 아키히코(秦郁彦)의 『日中戦争史』에는 천진의 일본주둔군 참모 이시이 가호(石井嘉穗)의 기억에 의하면, 백유환 암살은 실제로 사카이의 사주에 의하여 사단이 발생하게 한 것으로, 일본조계지역 청방(靑幫)에 의한 것이라고 한다. 호은부 암살도 백유환 암살과 대체로 비슷하다.

## 같이 보기
- 기찰정무위원회
- 차하르 작전
- 화북분리공작